# Письмо (фильм, 1940)
«Письмо» (англ. The Letter) — американский чёрно-белый художественный фильм 1940 года, детективная мелодрама режиссёра Уильяма Уайлера. В главных ролях задействованы Бетт Дейвис, Герберт Маршалл и Джеймс Стивенсон. Экранизация одноимённой пьесы Сомерсета Моэма, признанная классика детективного нуара.
Фильм был выдвинут в семи номинациях премии «Оскар»: «Лучший фильм», «Лучшая режиссёрская работа» (Уильям Уайлер), «Лучшая женская роль» (Бетт Дейвис), «Лучшая мужская роль второго плана» (Джеймс Стивенсон), «Лучшая операторская работа» (Тони Гаудио), «Лучшая музыка» (Макс Стайнер) и «Лучший монтаж» (Уоррен Лоу), но не победил ни в одной из них.

## Сюжет
Лунной ночью в британской малайской колонии жена управляющего каучуковой плантацией Роберта Кросби, Лесли, на пороге своего дома в присутствии многочисленных рабочих из расположенных рядом бараков разряжает револьвер в уважаемого члена местного европейского сообщества Джеффа Хэммонда. После этого она с большим хладнокровием поручает одному из распорядителей послать за полицией и за супругом, работающим в эту ночь на одной из плантаций неподалёку. Приезжают Роберт, окружной инспектор британской полиции и адвокат Говард Джойс. Лесли, колеблясь между выдержкой и эмоциями, подробно рассказывает им, что убила Джеффа — их с мужем старого, но не слишком близкого знакомого — из-за сексуальных домогательств. С максимальным тактом и участием её помещают в сингапурскую тюрьму до окончания следствия: все, кроме Джойса, доверяют ей и не сомневаются, что женщина была вынуждена пойти на убийство ради защиты собственной чести.
Подозрения адвоката усиливаются, когда его клерк Онг Чи Сенг предъявляет копию письма, полученного Хэммондом в день смерти. Автором значится Лесли. В тексте недвусмысленно сообщается, что вечером муж будет на плантации и что дом будет совершенно свободен. Оригинал, как подмечает Сенг, хранится у вдовы убитого, таинственной азиатки, и единственный способ спасти линию защиты — выкупить послание за круглую сумму при посредничестве Сенга и при непременном личном присутствии миссис Кросби. Джойс вынужден требовать у Лесли объяснений, и та не может не признать существование такого письма. Сознавая всю аморальность сложившейся ситуации, адвокат тем не менее не отступает от профессионального долга и заручается финансовой поддержкой Роберта Кросби в деле спасения жены, не раскрывая, впрочем, ни истинного содержания послания, ни величины отступных (практически равных состоянию управляющего).
Сенг организовывает в лавке своего друга Чанга Хи обещанную встречу Джойса и Лесли с миссис Хэммонд. Ситуация с письмом разрешается двумя женщинами практически безмолвно, но оттого не менее напряжённо. Тем легче проходит заседание суда, где адвокату во время финальной речи приходится бороться лишь со своей совестью. Однако долг его выполнен, миссис Кросби триумфально оправдана.
За общей беседой после суда Роберт воодушевлённо рассказывает Говарду и Лесли о своём непреклонном намерении ради спокойствия жены увезти её на Суматру, где подвернулось очень выгодное предложение по приобретению собственной плантации. Сделка требует от Кросби изрядных капиталовложений, поэтому Джойсу ничего не остаётся, как раскрыть глаза управляющему на то, что выкуп уже подзабытого им письма обошёлся ему крайне дорого. Переменившийся в лице Роберт возмущённо требует показать ему пресловутое послание, после прочтения им которого у Лесли наконец сдают нервы, и она бурно признаётся мужчинам в хладнокровном убийстве, которое совершила из-за того, что её давний любовник Хэммонд безвозвратно охладел к ней ради другой женщины, ставшей его супругой. Потрясённый Кросби убегает, но адвокат предсказывает Лесли, что муж простит её.
Перед приёмом, посвящённым удачному исходу дела, Лесли находит под внешней дверью своей комнаты кем-то подброшенный кинжал, который она уже видела в тот раз у Чанга Хи. Во время вечеринки между супругами происходит серьёзный разговор наедине. Подтверждая слова Джойса, Кросби говорит жене, что ради любви к ней готов простить её, если и в ней ещё осталась любовь к нему. Лесли поначалу подтверждает это, но затем выдержка вновь оставляет её:
Всем сердцем я всё ещё люблю мужчину, которого убила!
Оставшись у себя одна, опустошённая Лесли вспоминает о кинжале под дверью, но там уже ничего нет. Она выходит в залитый лунным светом сад и у ворот сталкивается с миссис Хэммонд и с азиатом-распорядителем из первой сцены. Он хватает Лесли, и вдова закалывает её тем самым кинжалом, вновь не проронив ни единого слова. В финальной сцене фильма облака на небе рассеиваются, и свет полной луны озаряет труп Лесли, лежащий под стеной усадьбы. А в доме по-прежнему продолжается весёлый бал…

## В ролях

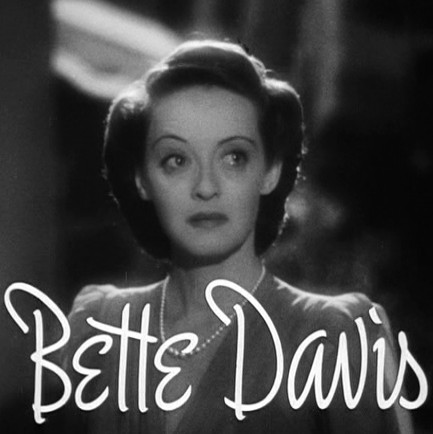
Бетт Дейвис в роли Лесли Кросби

| Актёр            | Роль           |
| ---------------- | -------------- |
| Бетт Дейвис      | Лесли Кросби   |
| Герберт Маршалл  | Роберт Кросби  |
| Джеймс Стивенсон | Говард Джойс   |
| Гейл Сондергард  | миссис Хэммонд |
| Фрида Инескорт   | Дороти Джойс   |
| Брюс Лестер      | Джон Уитерс    |
| Элизабет Инглис  | Адель Эйнсуорт |
| Сесил Келлауэй   | Прескотт       |
| Дорис Ллойд      | миссис Купер   |
| Уилли Фунг       | Чанг Хи        |

## Создание
Ещё на начальной стадии разработки фильма продюсером значился Дэвид Селзник — руководитель кинокомпании Selznick International Pictures. В июне 1939 года студия отправила сценарий грядущей ленты в BBFC. Как отмечают исследователи, Селзник сам понимал, что BBFC присвоит картине неутешительный рейтинг из-за сцен насилия. Пост продюсера Селзник оставил в начале 1940 года. Причиной этому стал затяжной конфликт с BBFC. Вскоре за фильм взялась компания Warner Bros.
Режиссёр Уильям Уайлер и актриса Бетт Дейвис сотрудничали вместе с 1938 года — времени выхода на экраны фильма «Иезавель». Невзирая на это, во время съёмочного процесса между ними происходили крупные стычки. К примеру, во время съёмки сцены разговора между Робертом и Лесли ближе к концу картины Уайлер и Дейвис никак не могли договориться, как именно воспроизвести натуральность происходящего. Дейвис позже говорила:
Это было настолько жестоко — сказать своему мужу такое в лицо — что я почувствовала, что не могу этого сделать. Я не могла представить себе ни одну женщину, которая смогла бы допустить подобное. Я подумала, что героиня не будет смотреть ему в глаза, чему Уайлер категорически воспротивился. Я, гневаясь, даже покидала ненадолго съёмочную площадку.
Наконец, окончив съёмки фильма, Уайлер столкнулся с ещё одной проблемой — цензурой. Тогдашние цензоры не позволяли выпустить в прокат ленту, в конце которой убийца остаётся безнаказанным. Уайлер пошёл другим путём — изменил финальную сцену картины, во время которой вдова убитого мстит Лесли, устранив её без свидетелей. Цензоры остались довольны, и фильм появился на экранах кинотеатров.

## Критика
Мощная режиссёрская работа Уильяма Уайлера, впечатляющая актёрская игра Бетт Дейвис, Герберта Маршалла, Джеймса Стивенсона, Виктора Сен Янга и Гейл Сондергард, а также доскональный сценарий Говарда Коха моментально сделали ленту классикой детективного нуара. Фильм был положительно воспринят большинством мировых кинокритиков. Актёрская работа Бетт Дейвис неоднократно признавалась одной из лучших в карьере актрисы, а именитый кинокритик Гэри Кэри вообще заявлял, что «Письмо» — лучший фильм и Уайлера, и Дейвис.
- «Вторая и лучшая экранизация пьесы Моэма с изумительной режиссёрской работой Уайлера, слаженной операторской работой Гаудио, и превосходной актёрской игрой Бетт Дейвис (удивительно сдержанной), Герберта Маршалла и в особенности Джеймса Стивенсона» — Эмануэль Леви, emanuellevy.com[8]
- «Если есть хоть какое-то сомнение по поводу того, что Бетт Дейвис — звезда этого фильма, оно рассеивается осторожной съёмкой актрисы в каждом кадре под руководством Уильяма Уайлера» — Мэтт Бэйли, notcoming.com[9]
- «Первоклассное кино» — Деннис Швартц, Ozus' World Movie Reviews[10]